# 藤原元輔
藤原 元輔（ふじわら の もとすけ）は、平安時代中期の公卿。藤原北家、右大臣・藤原顕忠の長男。官位は正四位下・参議。

## 経歴
左兵衛少尉・右衛門少尉・左近衛将監といった武官や六位蔵人を経て、朱雀朝末の天慶8年（945年）従五位下・侍従に叙任される。のち、天暦6年（952年）従五位上、天暦10年（956年）正五位下と昇進する傍ら、左兵衛佐・近衛少将や五位蔵人を務め、天徳2年（958年）には従四位下・右近衛中将に叙任される等、村上朝の中期以降は父・顕忠の昇進に伴って、元輔自身も武官を歴任しながら順調に昇進した。
応和3年（963年）従四位上、康保4年（967年）左近衛中将を経て、安和元年（968年）冷泉天皇の蔵人頭に任ぜられる。しかし、安和2年（969年）円融天皇の即位に伴って蔵人頭に任ぜられた源保光・藤原為光が、翌安和3年（970年）に蔵人頭在任1年程で参議に任ぜられる一方で、元輔は蔵人頭を5年務めて天禄3年（972年）になってようやく参議に任ぜられ公卿に列している。
元輔は時平の男系の孫では唯一公卿に列せられたが、円融天皇の摂政となっていた伊尹（太政大臣）を筆頭に兼家（権大納言）・兼通（権中納言）・為光（参議、元輔より2年早く任官）、他にも実頼の子である頼忠（右大臣）・斉敏（参議）と既に忠平の孫世代では6人も公卿に列せられており、時平の系統はますます振るわなくなっていた。
天延2年（974年）正四位下に叙せられるが、翌天延3年（975年）10月17日卒去。享年60。最終官位は参議治部卿正四位下兼美濃権守。この後、時平の男系子孫で公卿に昇った者はなく、元輔が時平流で最後の公卿となった。

## 官歴
『公卿補任』による。
- 承平7年（937年） 正月27日：昇殿
- 天慶元年（938年） 11月14日：左兵衛少尉（昇殿労）
- 天慶2年（939年） 8月10日：昇殿
- 天慶3年（940年） 8月27日：右衛門少尉（父顕忠任左兵衛督故也）
- 天慶4年（941年） 3月28日：左近衛将監
- 天慶6年（943年） 正月13日：六位蔵人
- 天慶8年（945年） 正月7日：従五位下（府馬御給）。6月18日：昇殿。11月25日：侍従
- 天暦2年（948年） 正月30日：左兵衛佐
- 天暦4年（950年） 2月19日：昇殿。3月7日：五位蔵人
- 天暦5年（951年） 正月30日：右近衛少将
- 天暦6年（952年） 正月7日：従五位上。正月11日：兼近江権介
- 天暦9年（955年） 7月24日：左近衛少将。閏9月17日：兼近江権介
- 天暦10年（956年） 正月7日：正五位下（少将労）
- 天暦11年（957年） 正月27日：兼近江介。4月25日：右近衛少将（父顕忠任左大将時也）
- 天徳2年（958年） 正月7日：従四位下。7月28日：右近衛中将。8月27日：昇殿
- 天徳3年（959年） 7月17日：兼播磨権守
- 応和3年（963年） 正月7日：従四位上
- 応和4年（964年） 正月22日：讃岐権守。3月27日：備中権守
- 康保4年（967年） 正月20日：左近衛中将。6月10日：昇殿（践祚初）
- 康保5年（968年） 6月14日：兼美作守。9月23日：蔵人頭
- 安和2年（969年） 10月14日：昇殿
- 天禄3年（972年） 閏2月29日：参議
- 天禄4年（973年） 正月28日：兼美濃権守。3月28日：兼治部卿
- 天延2年（974年） 11月18日：正四位下（朔旦）
- 天延3年（975年） 10月17日：卒去（参議治部卿正四位下兼美濃権守）

## 系譜
- 父：藤原顕忠
- 母：藤原朝見の娘
- 妻：橘懐樹の娘
  - 男子：藤原信義
  - 男子：藤原為義

近世大名の生駒氏は元輔の子孫を称した。